# Exsertotheca
Exsertotheca là một chi rêu trong họ Neckeraceae.